# Еніс Барді
Еніс Барді (мак. Енис Барди, нар. 2 липня 1995, Скоп'є) — македонський футболіст, півзахисник національної збірної Північної Македонії.
Володар Суперкубка Угорщини.

## Клубна кар'єра
Народився 2 липня 1995 року в місті Скоп'є. Вихованець юнацьких команд футбольних клубів «Шкупі», «Гельсінгборг» та «Брондбю».
У дорослому футболі дебютував 2013 року виступами за команду шведського нижчолігового клубу «Преспа Бірлік», в якій того року взяв участь у 10 матчах чемпіонату.  У складі У складі був одним з головних бомбардирів команди, маючи середню результативність на рівні 0,5 голу за гру першості.
Своєю грою за цю команду привернув увагу представників тренерського штабу клубу «Уйпешт», до складу якого приєднався 2014 року. Відіграв за клуб з Будапешта наступні три сезони своєї ігрової кар'єри. Більшість часу, проведеного у складі «Уйпешта», був основним гравцем команди.
До складу клубу «Леванте» приєднався 2017 року. Станом на 11 червня 2019 року відіграв за валенсійський клуб 62 матчі в національному чемпіонаті.

## Виступи за збірні
2012 року дебютував у складі юнацької збірної Північної Македонії. Загалом на юнацькому рівні взяв участь у 5 іграх.
Протягом 2014–2017 років залучався до складу молодіжної збірної Північної Македонії. На молодіжному рівні зіграв у 14 офіційних матчах, забив 4 голи.
2015 року дебютував в офіційних матчах у складі національної збірної Македонії.
| Дата       | Місто     | Господарі          | Результат | Гості              | Турнір                               | Голи | Примітки  |
| ---------- | --------- | ------------------ | --------- | ------------------ | ------------------------------------ | ---- | --------- |
| 27-3-2015  | Скоп'є    | Північна Македонія | 1 – 2     | Білорусь           | Відбір до ЧЄ 2016                    | -    | 31'       |
| 30-3-2015  | Скоп'є    | Північна Македонія | 0 – 0     | Австралія          | товариський матч                     | -    | 86'       |
| 8-9-2015   | Скоп'є    | Північна Македонія | 0 – 1     | Іспанія            | Відбір до ЧЄ 2016                    | -    | 77'       |
| 17-11-2015 | Скоп'є    | Північна Македонія | 0 – 1     | Ліван              | товариський матч                     | -    | 46'       |
| 29-5-2016  | Бад-Ерлах | Північна Македонія | 3 – 1     | Азербайджан        | товариський матч                     | -    | 59'       |
| 12-11-2016 | Гранада   | Іспанія            | 4 – 0     | Північна Македонія | Відбір до ЧС 2018                    | -    |           |
| 2-9-2017   | Хайфа     | Ізраїль            | 0 – 1     | Північна Македонія | Відбір до ЧС 2018                    | -    | 77' 90+2' |
| 5-9-2017   | Скоп'є    | Північна Македонія | 1 – 1     | Албанія            | Відбір до ЧС 2018                    | -    |           |
| 6-10-2017  | Турин     | Італія             | 1 – 1     | Північна Македонія | Відбір до ЧС 2018                    | -    |           |
| 9-10-2017  | Скоп'є    | Північна Македонія | 4 – 0     | Ліхтенштейн        | Відбір до ЧС 2018                    | 1    | 78'       |
| 11-11-2017 | Скоп'є    | Північна Македонія | 2 – 0     | Норвегія           | товариський матч                     | -    | 76'       |
| 23-3-2018  | Анталія   | Фінляндія          | 0 – 0     | Північна Македонія | товариський матч                     | -    | 51' 65'   |
| 27-3-2018  | Анталія   | Азербайджан        | 1 – 1     | Північна Македонія | товариський матч                     | -    | 60'       |
| 6-9-2018   | Гібралтар | Гібралтар          | 0 – 2     | Північна Македонія | Ліга націй УЄФА 2018-2019 - 1-й етап | -    | 80'       |
| 9-9-2018   | Скоп'є    | Північна Македонія | 2 – 0     | Вірменія           | Ліга націй УЄФА 2018-2019 - 1-й етап | -    | 74'       |
| 13-10-2018 | Скоп'є    | Північна Македонія | 4 – 1     | Ліхтенштейн        | Ліга націй УЄФА 2018-2019 - 1-й етап | -    |           |
| 16-10-2018 | Єреван    | Вірменія           | 4 – 0     | Північна Македонія | Ліга націй УЄФА 2018-2019 - 1-й етап | -    | 64'       |
| 16-11-2018 | Вадуц     | Ліхтенштейн        | 0 – 2     | Північна Македонія | Ліга націй УЄФА 2018-2019 - 1-й етап | 1    |           |
| 19-11-2018 | Скоп'є    | Північна Македонія | 4 – 0     | Гібралтар          | Ліга націй УЄФА 2018-2019 - 1-й етап | 1    |           |
| 21-3-2019  | Скоп'є    | Північна Македонія | 3 – 1     | Латвія             | Відбір до ЧЄ 2020                    | -    |           |
| 24-3-2019  | Любляна   | Словенія           | 1 – 1     | Північна Македонія | Відбір до ЧЄ 2020                    | 1    |           |
| 7-6-2019   | Скоп'є    | Північна Македонія | 0 – 1     | Польща             | Відбір до ЧЄ 2020                    | -    |           |
| 10-6-2019  | Скоп'є    | Північна Македонія | 1 – 4     | Австрія            | Відбір до ЧЄ 2020                    | -    | 84'       |
| Усього     |           | Матчів             | 23        |                    | Голів                                | 4    |           |

## Титули і досягнення
- Володар Суперкубка Угорщини (1):

«Уйпешт»: 2014